# Pont du Grand Bras
Le pont du Grand Bras relie la commune de Saint-Georges-sur-Loire à l'île Touchais sur la D961, et enjambe un bras de la Loire en Maine-et-Loire et la région Pays de la Loire en France.

## Descriptif
L'ouvrage est un pont en treillis avec deux piles en Loire, il comporte deux voies de circulation pour automobiles, ainsi que deux trottoirs.

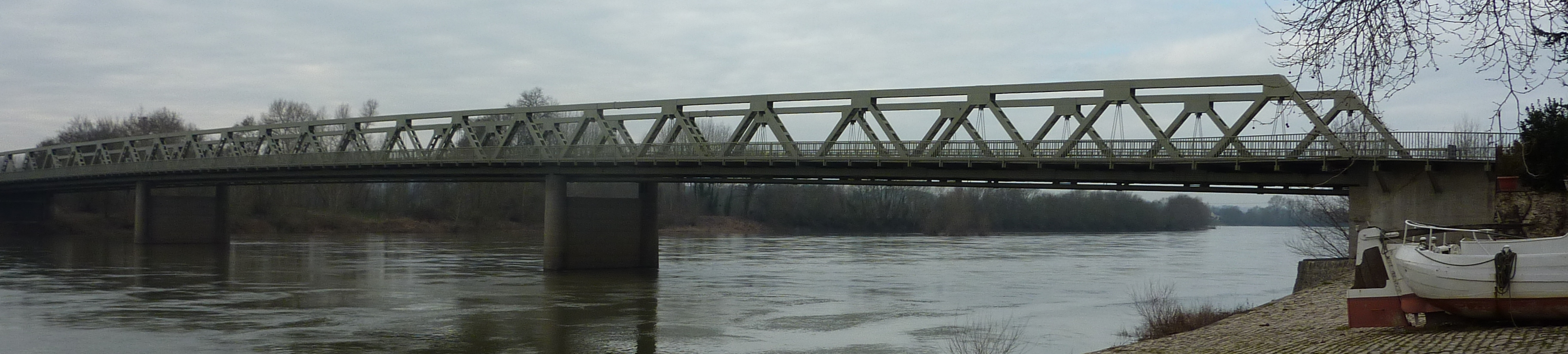
Vue d'ensemble depuis la rive nord